# The Coral (album)
A 2002-es The Coral a The Coral debütáló nagylemeze. A brit albumlistán az 5. helyig jutott. Jelölték Mercury Music Prize-ra. Az album szerepel az 1001 lemez, amit hallanod kell, mielőtt meghalsz című könyvben.

## Az album dalai
|     | Cím                                                                  | Szerző(k)             | Hossz |
| --- | -------------------------------------------------------------------- | --------------------- | ----- |
| 1.  | Spanish Main                                                         | James Skelly          | 1:53  |
| 2.  | I Remember When                                                      | J. Skelly             | 3:38  |
| 3.  | Shadows Fall                                                         | The Coral             | 3:29  |
| 4.  | Dreaming of You                                                      | J. Skelly             | 2:21  |
| 5.  | Simon Diamond                                                        | J. Skelly, Nick Power | 2:28  |
| 6.  | Goodbye                                                              | J. Skelly, Power      | 4:02  |
| 7.  | Waiting for the Heartaches                                           | J. Skelly             | 4:03  |
| 8.  | Skeleton Key                                                         | J. Skelly, Power      | 3:03  |
| 9.  | Wildfire                                                             | Power                 | 3:03  |
| 10. | Badman                                                               | J. Skelly, Power      | 2:45  |
| 11. | Calendars and Clocks (tartalmaz egy rejtett számot, a Time Travel-t) | J. Skelly, Power      | 11:56 |

| 12. | Simian Technology | The Coral | 2:08 |

| 1.  | Spanish Main                                                         | James Skelly                 | 1:53  |
| 2.  | I Remember When                                                      | J. Skelly                    | 3:38  |
| 3.  | Shadows Fall                                                         | The Coral                    | 3:29  |
| 4.  | Dreaming of You                                                      | J. Skelly                    | 2:21  |
| 5.  | Simon Diamond                                                        | J. Skelly, Nick Power        | 2:28  |
| 6.  | Goodbye                                                              | J. Skelly, Power             | 4:02  |
| 7.  | Waiting for the Heartaches                                           | J. Skelly                    | 4:03  |
| 8.  | Skeleton Key                                                         | J. Skelly, Power             | 3:03  |
| 9.  | Answer Me                                                            | J. Skelly, Power, Paul Duffy | 3:13  |
| 10. | Wildfire                                                             | Power                        | 3:03  |
| 11. | Badman                                                               | J. Skelly, Power             | 2:45  |
| 12. | Calendars and Clocks (tartalmaz egy rejtett számot, a Time Travel-t) | J. Skelly, Power             | 11:56 |
| 13. | Simian Technology                                                    | The Coral                    | 2:08  |

## Közreműködők

### The Coral
- James Skelly – ének, gitár, producer
- Lee Southall – gitár, producer
- Bill Ryder-Jones – gitár, trombita, producer
- Paul Duffy – basszusgitár, szaxofon, producer
- Nick Power – billentyűk, producer
- Ian Skelly – dob, producer, művészi munka

### Produkció
- Ian Broudie – producer
- Jon Gray – hangmérnök
- Kenny Patterson – hangmérnökasszisztens

### További közreműködők
- Scott Jones – művészi munka
- Juno – design
- Steve Fellows – logó designja
- Kev Power – fényképek

## Fordítás
Ez a szócikk részben vagy egészben a The Coral (album) című angol Wikipédia-szócikk ezen változatának fordításán alapul.  Az eredeti cikk szerkesztőit annak laptörténete sorolja fel. Ez a jelzés csupán a megfogalmazás eredetét és a szerzői jogokat jelzi, nem szolgál a cikkben szereplő információk forrásmegjelöléseként.